# Postalische Zertifizierung
Postalische Zertifizierungen dienen als Qualitätsmerkmal einer Software zur automatischen Adressvalidierung. Adressen, die von einer zertifizierten Software ausgegeben werden, ermöglichen eine richtige, schnelle und automatische Bearbeitung durch die lokalen Zustelldienste. Derzeit gibt es weltweit fünf Postgesellschaften, die Adresskorrektur-Software prüfen und zertifizieren:
- New Zealand Post in Neuseeland
- La Poste in Frankreich
- United States Postal Service (USPS) in den USA
- Australia Post in Australien
- Canada Post in Kanada

Eine zertifizierte Software zur Adressprüfung ist in Australien, USA und Neuseeland Voraussetzung, um Werbung, Infopost oder Massensendungen mit vergünstigten Portotarifen zu versenden. Versender, die ihre Adressen mit Hilfe einer solchen Software validieren, erhalten somit nicht nur akkurate Liefer- und Rechnungsadressen, sondern die Sendungen können auch effizienter und pünktlicher zugestellt werden.

## SendRight™
Die neuseeländische Post New Zealand Post hat 2008 ihr Zertifizierungsprogramm SendRight™ eingeführt, um die Anzahl falsch adressierter Briefe und Pakete innerhalb von Neuseeland zu reduzieren. Dieses Programm fordert von Großversendern, dass Empfängeradressen mit dem Postal Address File (PAF) von New Zealand Post abgeglichen werden. Das PAF enthält etwa 1,8 Mio. Lieferadressen und dient als Referenzdatensatz zur Ausstellung eines Statements of Accuracy (SOA). Um die Zertifizierung und den damit verbundenen Portonachlass zu erhalten, muss der Versender einen SOA-Prozentsatz von mindestens 85 % nachweisen. Der Anteil von Sendungen mit fehlerhaften Adressen, der unter diesem Prozentsatz liegt, wird mit dem Standard-Portopreis berechnet. Eine Adressprüfungssoftware kann für SendRight™ qualifiziert werden, indem sie einen genau definierten Prozess durchläuft, der die Genauigkeit, Qualität und Einhaltung der Adressstandards überprüft, so dass SOAs ausgestellt werden können.
Beispieladresse Neuseeland
| Eingabe-Adresse | Ausgabe-Adresse    |
| --------------- | ------------------ |
| 29 MCLELLAN     | 29 MCLELLAN STREET |
| WELLINGTEN 5028 | TAWA               |
| NEW ZEALAND     | WELLINGTON 5028    |
|                 | NEW ZEALAND        |

Bei dieser neuseeländischen Adresse wurde das fehlende Element „STREET“ und der Ortsteil „TAWA“ ergänzt. Der Ortsname wurde korrigiert. Bei der Verifizierung einer neuseeländischen Adresse im "zertifizierten Modus" findet keine Korrektur falscher Adresselemente statt. Entweder gilt die Adresse nach dem Durchlauf als verifiziert oder nicht. Für ein bestmögliches Ergebnis empfiehlt es sich daher, vorab die Adressen korrigieren zu lassen. Für die dargestellte Adresse lautet der DPID (Delivery Point Identifier) 1058906.

## Service National de l’Adresse (SNA)
Die SNA-Zertifizierung (Service National de L'Adresse) bestätigt, dass die Software den hohen Standards der französischen Post La Poste entspricht.
Beispieladresse Frankreich
| Eingabe-Adresse            | Ausgabe-Adresse              |
| -------------------------- | ---------------------------- |
| SINOPIA FINANCIAL SERVICES | SINOPIA FINANCIAL SERVICES   |
| 9 PLACE PYRAMIDE           |                              |
| PARIS LA DEFENSE           | IMMEUBLE ILE DE FRANCE       |
| FRANCE                     | 4 PLACE DE LA PYRAMIDE       |
|                            | PUTEAUX                      |
|                            | 92912 PARIS LA DEFENSE CEDEX |
|                            | FRANCE                       |

Die Software hat bei dieser französischen Adresse Straße und Hausnummer korrigiert, Gebäudenamen, Stadtteil, sowie die Postleitzahl bzw. CEDEX-Code ergänzt.

## Coding Accuracy Support System (CASS)
USPS bietet für Software zur Adressvalidierung einen offiziellen Zertifizierungsprozess (CASS) an. Die Zertifizierung wird für das Versenden von Massensendungen zu reduzierten Tarifen innerhalb der USA benötigt. Die von USPS definierten Anforderungen für den derzeitigen CASS-Zertifizierungszyklus N inklusive SuiteLink beinhalten die anspruchsvolle Implementierung der zusätzlichen USPS-Produkte DPV (Delivery Point Validation), LACSLink (Locatable Address Conversion System) und SuiteLink und sind zum Bestehen notwendig. Die USPS fordert, dass DPV, LACSLink und SuiteLink Daten innerhalb der USA verbleiben müssen. Daher kann Software zur Adressbereinigung, die diese Datensätze verwenden, generell nicht außerhalb der USA eingesetzt werden. Der nächste Zertifizierungszyklus ist O.
Beispieladresse USA
| Eingabe-Adresse     | Ausgabe-Adresse           |
| ------------------- | ------------------------- |
| 712 SELLMAN ST #101 | 712 SPELLMAN ST APT 101   |
| MOUNT HOREB 53572   | MOUNT HOREB WI 53572-2282 |
| USA                 | USA                       |

Bei der Korrektur dieser amerikanischen Adresse wurde der Straßennamen korrigiert, der korrekten "Room-Type", der Staat (WI) und die amerikanische Postleitzahl ZIP+4 ergänzt.

## Address Matching Approval System (AMAS®)
Address Matching Approval System (AMAS®) misst die Genauigkeit von Software zur Adressprüfung und -korrektur. Unternehmen, die vor dem Versand ihre Adressen mit zertifizierter Software prüfen, profitieren von reduzierten Kosten und Portonachlässen. Die zertifizierte Software kann über 12 Millionen Adressen in Australien vervollständigen, korrigieren und richtig formatieren. Jede Adresse kann auch um eine 8-stellige Nummer ergänzt werden, die als Delivery Point Identifier (DPID) bekannt ist. Der DPID sorgt dafür, dass die Post in Australien pünktlich und effizient zugestellt wird. Zudem bietet der PreSort Letter Service von Australia Post Portonachlässe an. Um die AMAS-Zertifizierung zu erhalten, muss die DPID-Quote der Software zur Adressvalidierung mindestens 99,6 Prozent betragen.
Beispieladresse Australien
| Eingabe-Adresse             | Ausgabe-Adresse        |
| --------------------------- | ---------------------- |
| 253/101 WHALLEY DR          | U 253 101 WHALLEY DR   |
| GLEN WAVERLEY VICTORIA 3150 | WHEELERS HILL VIC 3150 |
| AUSTRALIA                   | AUSTRALIA              |

Bei der Korrektur dieser australischen Adresse standardisiert die Software die verwendete Sub-Building-/Hausnummern-Eingabe so, dass sie dem offiziellen Format (mit Sub-Building Typ) entspricht. Es wird erkannt, dass "Glen Waverly" eine angrenzende Ortschaft zu "Wheelers Hill" ist und eine entsprechende Korrektur vorgenommen. Die Provinz wird von der ausgeschriebenen Form zur offiziellen Abkürzung standardisiert.

## Software Evaluation and Recognition Program (SERP)
Das Software Evaluation and Recognition Program (SERP) erwartet von der Adressprüfungs-Software, dass diese in 99 % der Fälle Adressen sorgfältig als gültig oder ungültig kategorisiert. Die Software muss mindestens 90 % der 'korrigierbaren' Daten korrigieren können und dies mit mindestens 99%iger Genauigkeit. Zudem müssen mindestens 99 % der 'nicht-korrigierbaren' Daten zurückgewiesen werden, ohne dass ein Korrekturversuch unternommen wird.
Beispieladresse Kanada
| Eingabe-Adresse        | Ausgabe-Adresse        |
| ---------------------- | ---------------------- |
| KINGSTON HEIGHTS APTS. | KINGSTON HEIGHTS APTS. |
| KINGSTON RD            | 3311 KINGSTON RD       |
| SCARBOROUGH ON         | SCARBOROUGH ON M1M 1R1 |
| CANADA                 | CANADA                 |

Die Software hat die Hausnummer und die Postleitzahl dieser kanadischen Adresse ergänzt.